# Château de Léros
Le château de Léros (en grec moderne : Κάστρο Λέρου), également appelé château de Pandéli (Κάστρο Παντελίου - Kástro Pandelíou) ou château de la Vierge (Κάστρο Παναγιάς - Kástro Panagiás), est une forteresse située sur l'île de Leros, dans le Dodécanèse, en Grèce.

## Description
Le château de Léros est un château byzantin construit au Xe siècle ou XIe siècle. Il est situé au sommet de la colline Pítyos (Πίτυος), une colline rocheuse escarpée, à une altitude de 154 mètres, au nord-est de Léros.

## Galerie

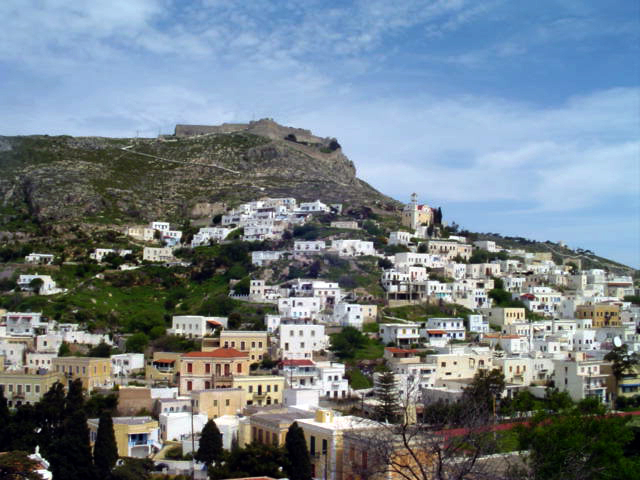
Vue de Pandéli et du château.
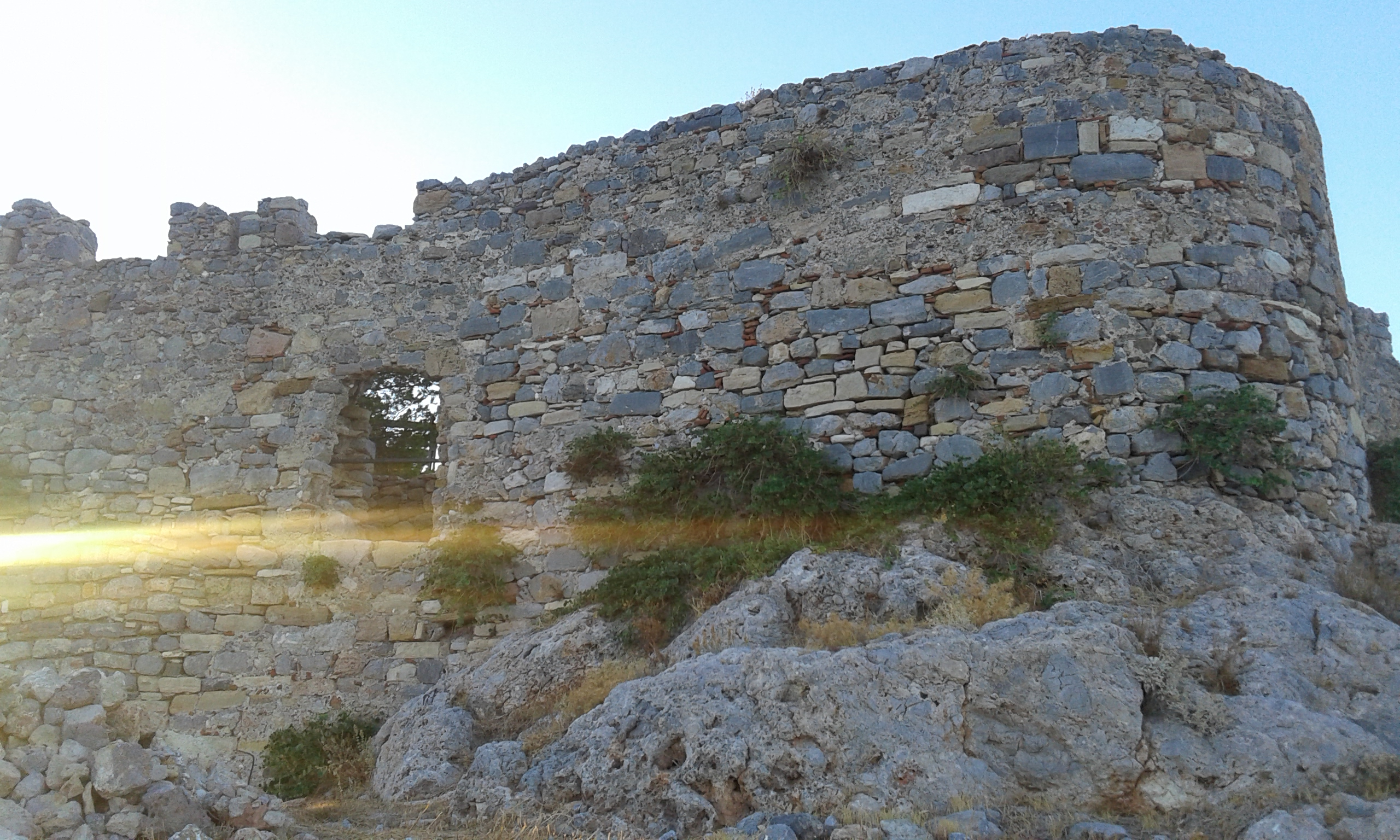
Muraille du château.
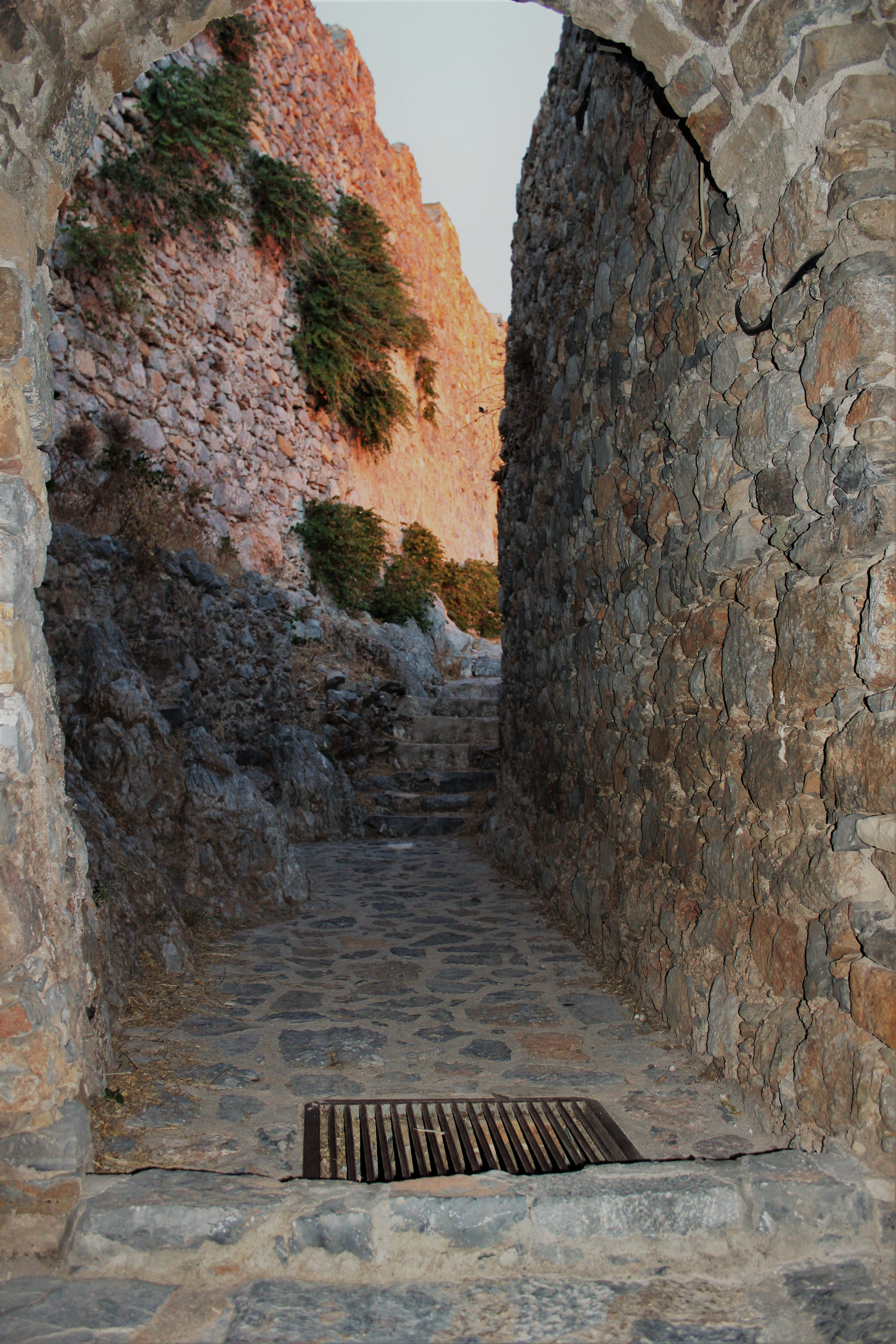
Ruelle du château.
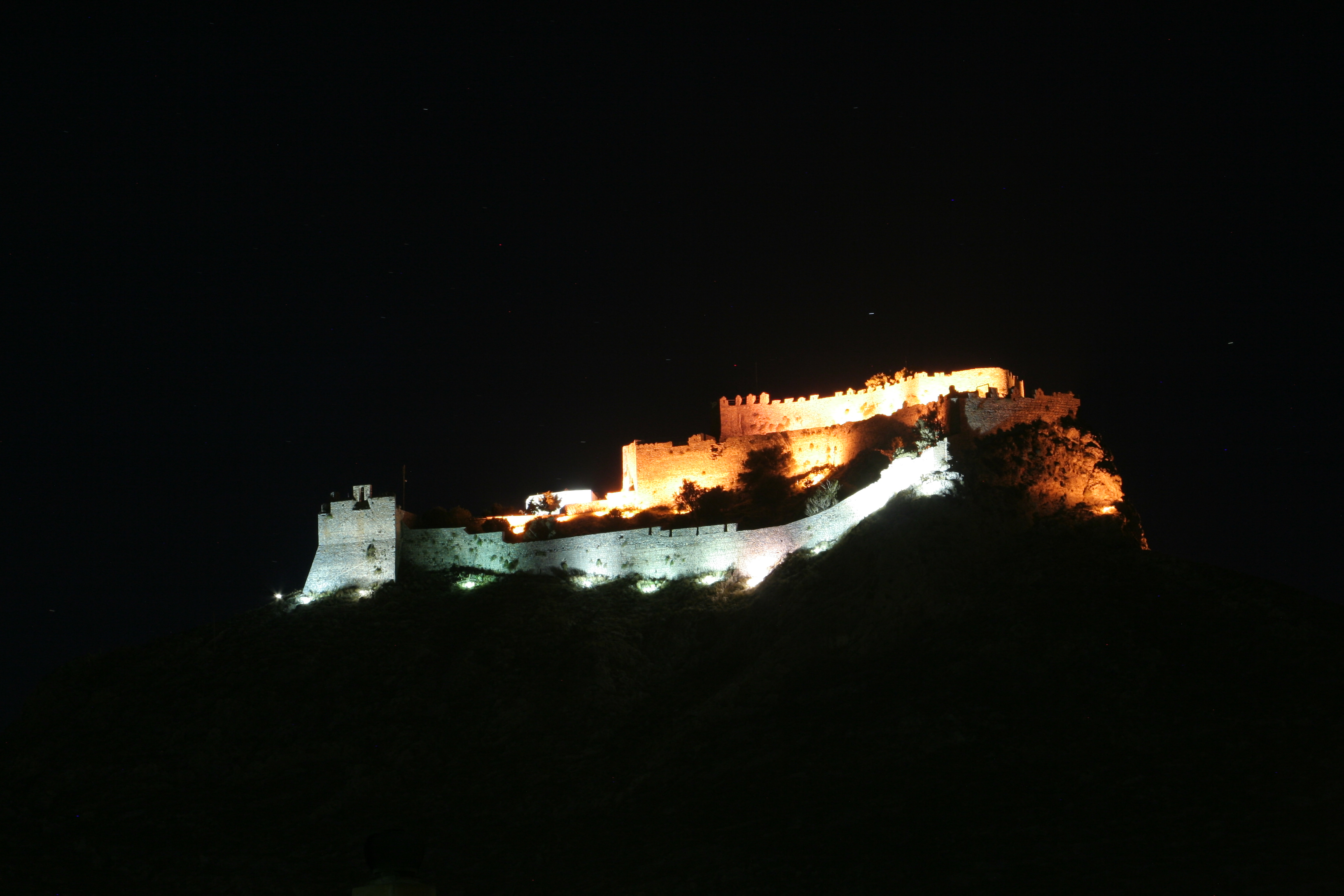
Vue de nuit du château.